# フロン回収機
フロン回収機（フロンかいしゅうき）とは、フロンガスをボンベなどの容器に回収する機械の総称。
フロンは日本語、正式にはフルオロカーボン類という。

## 概要
空調、冷凍、冷蔵等には冷却用冷媒としてのフロンガスが必要であるが、フロンガスは概して化学的に安定な構造を持つ反面、漏洩等により大気に放出されると長期にわたってオゾン層の破壊、地球温暖化を促進させる物質である。そこでフロンガスを大気に放出せずにボンベ等の容器に回収するためにフロン回収機が使用される。
なお、フロンガスに含まれる塩素がオゾン層を破壊するので、塩素を含まないフロンガスHFCはオゾン層を破壊しない。（地球温暖化係数はある）
フロン回収機は、主にモーター、レシプロー式コンプレッサ、コンデンサ、制御基板等から構成されており、国内では旧通商産業省の告示に基づき、メーカーが自己認証した製品しか使用できないことになっている。国内で合法的に販売されているポータブルタイプのフロン回収機のほとんどは海外から輸入製品を元とした商品であり、国内での電源事情に正規に合致しているかを見極めてから使用する必要がある。また、これらの装置を取り扱うには十分な知見と都道府県知事への届出が必要であり、回収したガス類は適正に処理する必要がある。